# Manggungjaya (Bojong)
Manggungjaya is een bestuurslaag in het regentschap Pandeglang van de provincie Banten, Indonesië. Manggungjaya telt 3244 inwoners (volkstelling 2010).